# Rudolf Clenck
Rudolf Clenck (* 1528 in Bremen; † 6. August 1578 in Callenberg) war ein deutscher katholischer Theologe.

## Leben
Clenck studierte an den Universitäten in Wittenberg, Jena, Rostock und Krakau. In Krakau zog es ihm zum Katholizismus und er begleitete den litauischen Fürsten nach Moskau. Von hier aus begab er sich über Petersburg nach Schweden, Dänemark und England. Als Führer einer Gruppe jugendlicher Adliger, führte ihn seine Reise nach Paris, Toul, Bologna, Siena und Rom. Als er seine Italienreise beendet hatte, ging er an die Universität Löwen, wo er den akademischen Grad eines Lizentiaten der Rechtswissenschaften erwarb und sich dem Studium der Theologie widmete. 
Nachdem er in Löwen eifrig die Sprachen studiert hatte, begab er sich an die Universität Ingolstadt, wo er 1562 das Lizentiat der Theologie erhielt und 1563 zum Doktor der Theologie promovierte. Daraufhin wurde er 1564 vom Bischof von Eichstätt Martin von Schaumberg (siehe auch Familie von Schaumberg) zum Leiter des Priesterseminars Collegium Willibaldinum ernannt und übernahm dort eine Dompredigerstelle. 1570 ernannte ihn die Universität Ingolstadt zum Professor der Theologie. Als solcher lehrte er die damalige gesamte Bandbreite derselben und gab Vorlesungen zur Dogmatik, Exegese und Moral. Diese Vorlesungen verband er mit dem Vorsitz am Priesterseminar Georgianium. 1577 wurde er von Erich II. von Braunschweig, welcher zum Katholizismus übergetreten war, nach Callenberg berufen, um den Protestantismus zu beseitigen, was jedoch fehlschlug.

## Werke
- De merito bonorum operum
- De coelibatu
- De iustificatione
- De absolutione
- De matrimonio